# Австрія 1 (радіостанція)
А́встрія 1 (нім. Radio Österreich 1, Ö1) — австрійська культурно-інформаційна радіостанція широкого профілю, що належить до громадської групи Австрійське телерадіо (нім. Österreichischer Rundfunk) і є одним із найуспішніших культурних каналів у Європі.

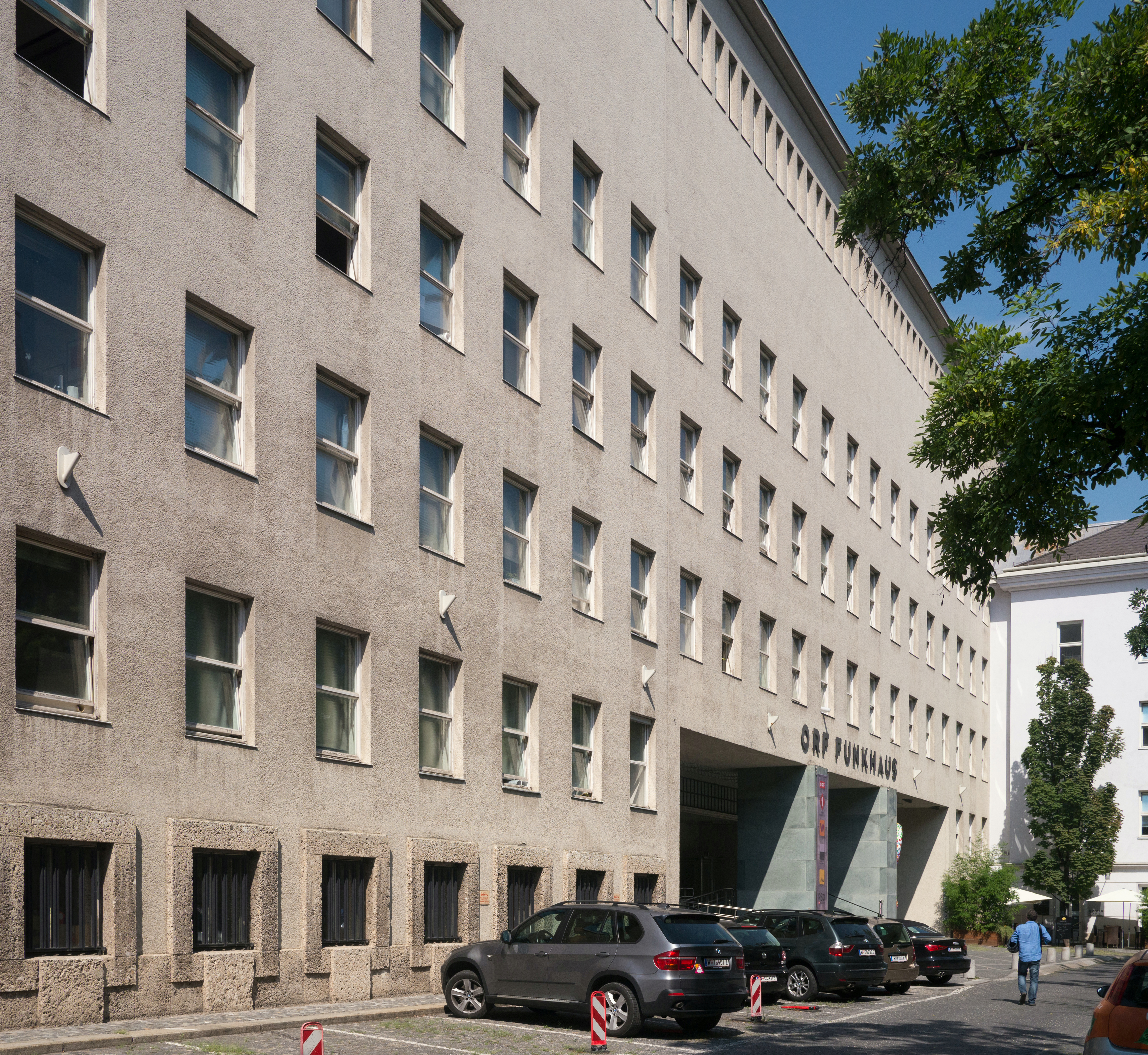
Будинок радіо, головний вхід телерадіомовного центру

Програми радіоканалу транслюються німецькою, англійською та французькою мовами та складаються з культурно-просвітницьких програм, визначених відповідно до суспільної місії, і не містить жодної реклами. Французька мова в центрі уваги з понеділка по п'ятницю в кінці полуденних новин, а саме о 12:54.
Радіопрограми створюють у Будинку радіо Відня (нім. Funkhaus Wien) на вул. Аргентинській, 30a.
З 1 жовтня 2017 року доступний новий акустичний дизайн: Крістіан Мутшпіль написав, аранжував і записав понад 400 музичних мініатюр — частково з Симфонічним оркестром Віденського радіо, частково з видатними австрійськими солістами.

## Історія

Логотип радіо «Австрія 1» 2008

Логотип радіо «Австрія 1» 2012

Радіоканал «Австрія 1», як і радіоканали «Австрія 2» та «Австрія 3» були засновані в 1967 році під керівництвом генерального директора Герда Бахера (1925—2015). Радіостанція мала стати новим домом для «освітньої» та «музичної» Австрії. Спочатку на «Австрія 1» найважливішими програмами були програми новин, одногодинний полуденний щоденник, який, однак, транслювався на каналі «Австрія 3», що мав більше охоплення. У 1968 році для поточних репортажів про Празьку весну заснували «Ранковий журнал» (Morgenjournal). З 1924 року, коли було засноване акціонерне товариство, що мало монополію на радіомовлення в Австрії ''Radio-Verkehrs-AG'', ці програми були першими сучасними незаангажованими новинними програмами в Австрії.
Решта програм складалася в основному з класичної музики, класичної літератури та радіоп'єс і інших різноманітних програм, таких як шкільне радіо, наукові програми. Лише в 1970-х роках до цих програм було додано сучасніші форми, такі як оригінальний звук. Перша така програма була розроблена в 1972 році Річардом Голлом і Альфредом Драйвером під назвою «Пратер» (Prater), яка без коментарів відтворювала грубу мову людей у віденському Пратері, тому багато хто вважав її несумісною з цілями «мовника культури».

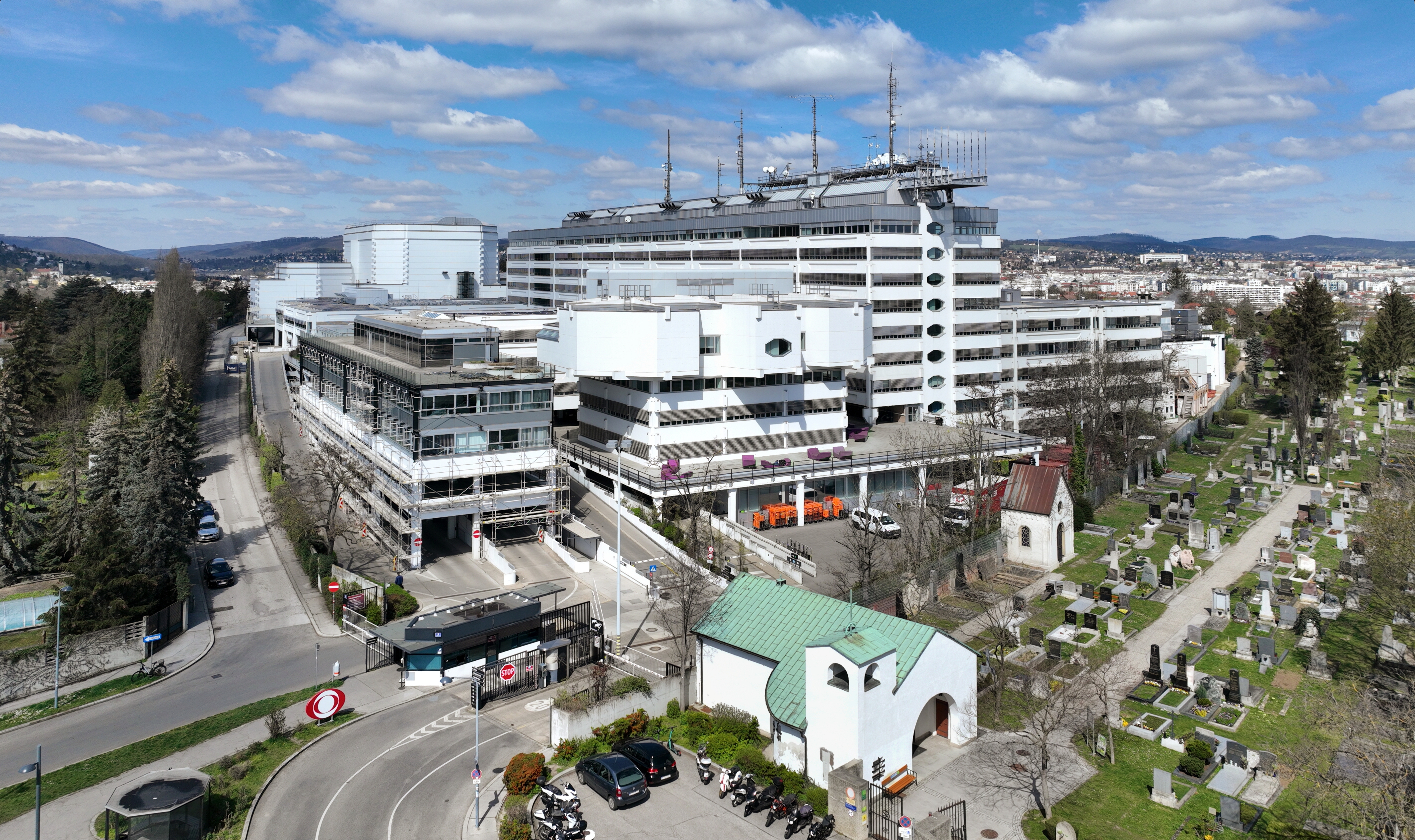
Центр австрійського телерадіо в Кюніґльберзі

Протягом 1980-х все більше і більше співробітників переходили з «Австрія 3» на «Австрія 1», особливо ті, кому довірили дизайн шоу «Die Musicbox». Щоп'ятниці з 1997 року Europajournal повідомляв про поточні події в ЄС та решті Європи.
У ювілейному 1984 році «Шістдесят років радіо в Австрії» щосуботи почала виходити передача «Діагональ — радіо для сучасників» (Diagonal — Radio für Zeitgenossen). У цьому ж році на зміну шкільному радіо прийшла серія «Радіоколег» (Radiokolleg). Наприкінці 1980-х радіостанція Австрія 1 також опікувалася молодою сценою кабаре — передача «Кабаре безпосередньо» (Kabarett direkt).
Наприкінці 2022 року радіостанція переїхала з Будинку радіо (нім. Funkhaus Wien) на Аргентинській вулиці у віденському районі Віден до Центру австрійського телерадіо в Кюніґльберзі в районі Відня Гітцінзі. Ще в березні 2014 року ORF вирішив об'єднати всі віденські філії в Кюнігльберзі щоби створити «найкращу можливу основу для виробництва публічних ЗМІ в епоху цифрових технологій» в рамках прогнозованого бюджету 303,7 мільйона євро.

## Ідентифікатори радіопрограм
1994 року тірольський джазовий музикант і композитор Вернер Пірхнер переписав усі ідентифікатори радіотрансляцій програм радіостанції «Австрія 1». До нього майже всі ідентифікатори були створені Бертом Брайтом, як наприклад ідентифікатор колишньої щонедільної радіопрограми «Глушник» Акселя Корті. Незмінним залишився лише сигнал, що передається радіостанцією під час перерви її роботи — послідовність з трьох тонів, яка символізує три літери «ORF». У перші роки цей акорд грали на клавесині, пізніше на синтезаторі, потім, до 2017 року, на альті.